# Lauri Törni

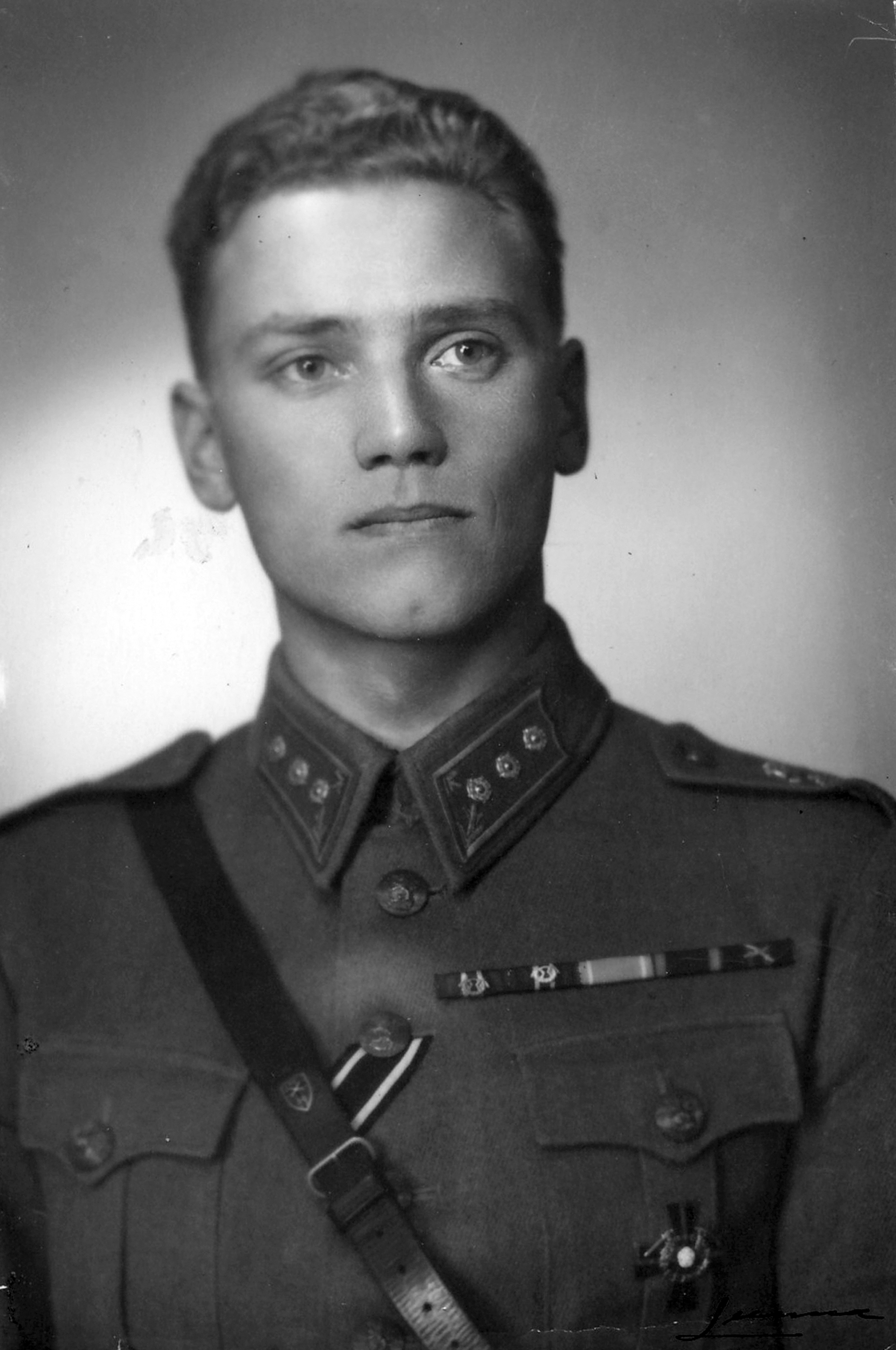
Törni im Rang des Kapteeni während des Fortsetzungskrieges, 1944

Lauri Allan Törni (* 28. Mai 1919 in Viipuri; † 18. Oktober 1965 in Laos, später bekannt unter dem Alias Larry Alan Thorne sowie zwischenzeitlich als Larry/Lauri Lane bzw. Eino Mörsky) war ein finnischer und US-amerikanischer Offizier, der zwischen 1939 und 1965 für insgesamt drei Staaten an bewaffneten Konflikten teilnahm und dort mit hohen militärischen Auszeichnungen bedacht wurde, darunter das finnische Mannerheim-Kreuz sowie das US-amerikanische Distinguished Flying Cross und die Bronze Star Medal.
Törni kämpfte im Zweiten Weltkrieg ab 1939 für das finnische Heer in Winterkrieg und Fortsetzungskrieg gegen die Sowjetunion und war 1941 und 1945 jeweils kurzzeitig Mitglied der Waffen-SS in Deutschland, wo er zum Kriegsende an Kampfhandlungen in Mecklenburg teilnahm. 1954 trat er nach seiner Emigration in die Vereinigten Staaten in die US Army ein. Dort wurde er aufgrund seiner Erfahrung mit Kommandomissionen und verdeckten Operationen hinter feindlichen Linien als Ausbilder der US Army Special Forces, auch als Green Berets bekannt, eingesetzt und später als Berater nach Südvietnam versetzt, wo er den Aufbau des dortigen Widerstandes gegen die Vietcong unterstützte. Er fiel im Oktober 1965 bei einem Hubschrauberabsturz auf laotischem Gebiet nahe der vietnamesischen Grenze.

## Frühes Leben
Lauri Allan Törni wurde 1919 in Viipuri im damals finnischen Karelien als Sohn des Schiffskapitäns Jalmari Törni und dessen Frau Rosa Maria (geb. Kosonen) geboren. Sportlich interessiert schloss er früh Freundschaft mit dem finnischen Boxer und späteren Gewinner der Goldmedaille im Weltergewicht Sten Suvio. Nach dem Abschluss einer Kaufmannslehre und kurzzeitiger Mitgliedschaft im paramilitärischen Schutzkorps trat er 1938 seinen Wehrdienst beim 4. Jägerbataillon in Kiviniemi an.

## Karriere

### Zweiter Weltkrieg

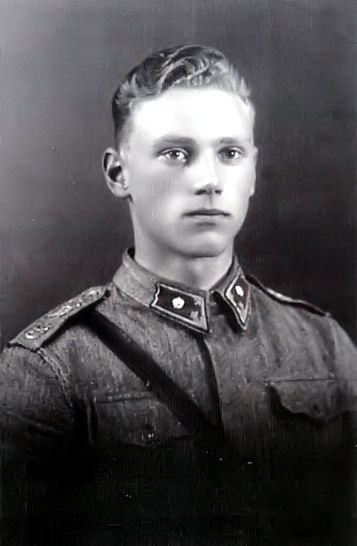
Törni als finnischer Offizier, Mai 1940

Abzeichen der Abteilung Törni im Fortsetzungskrieg

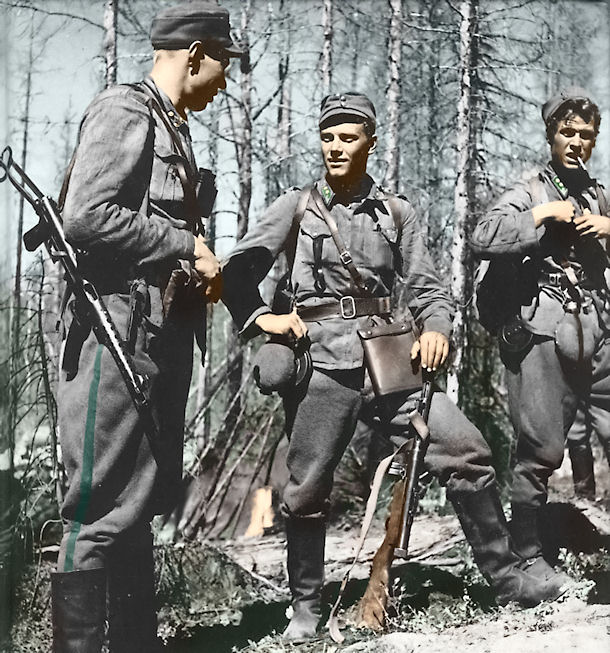
Törni mit finnischen Soldaten seiner Abteilung Törni, Juli 1944

Als Reaktion auf den Sowjetischen Überfall auf Finnland im Oktober 1939 wurde Törnis Wehrdienst im 4. Jägerbataillon verlängert. Er nahm an Kampfhandlungen rund um den Ladogasee als Teil der Mannerheim-Linie unter dem Kommando von Harald Öhquist teil. Die guten soldatischen Leistungen Törnis fielen seinen Vorgesetzten auf, die ihn kurz vor Kriegsende an die Offiziersschule in Helsinki versetzten, wo er Mitte 1940 offiziell zum Vänrikki (dt. Fähnrich) der Reserve befördert wurde. Im Juni 1941 nahm Törni für sieben Wochen in Wien an einem Waffen-SS-Ausbildungslager des Finnischen Freiwilligen-Bataillon der Waffen-SS teil, wo er als Offizier den Rang des SS-Untersturmführers erhielt.

Nach Beginn des Fortsetzungskrieges 1941 trat Törni erneut in den aktiven Dienst der finnischen Streitkräfte. Er wurde 1942 schwer verwundet, als er auf Skiern über eine Landmine fuhr und diese auslöste. 1943 wurde eine inoffiziell als Abteilung Törni bezeichnete Kampfgruppe unter seinem Kommando aufgestellt, die für Kommandomissionen und zur Aufklärung herangezogen wurde. Im gleichen Jahr wurde ihm auch das deutsche Eiserne Kreuz II. Klasse verliehen. Durch zahllose erfolgreiche Missionen hinter feindlichen Linien erlangte Törnis Einheit sowohl bei Verbündeten als auch seinen Gegnern hohe Bekanntheit. Er wurde schließlich noch im Sommer 1944 bis zum Kapteeni (Hauptmann) befördert. Da die Effektivität der Einheit für die Rote Armee ein ernsthaftes Problem darstellte, wurde zwischenzeitlich ein Kopfgeld von drei Millionen Finnischer Mark auf Törni ausgesetzt. Der spätere finnische Staatspräsident Mauno Koivisto war als Mannschaftsdienstgrad unter anderem Teil diverser Spezialmissionen der Abteilung Törni und nahm mit ihr auch an der letzten großen Schlacht des Fortsetzungskrieges in Ilomantsi zwischen Juli und August 1944 teil. Er kritisierte Törnis Führung zeitweise als „wagemutig“ und „verwirrend“, wodurch er das Leben seiner Männer unnötig gefährdet habe. Am 9. Juli 1944 wurde Törni als einer von nur 191 finnischen Soldaten mit dem Mannerheim-Kreuz 2. Klasse ausgezeichnet.

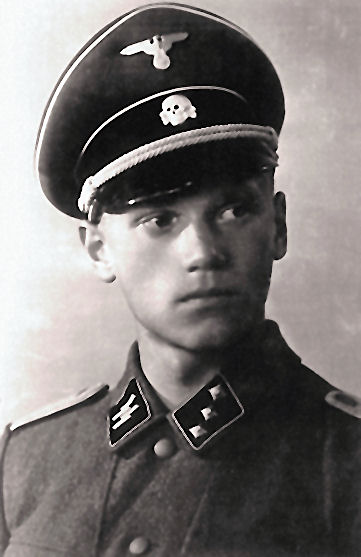
In Uniform der Waffen-SS, 1941

Im Zuge des Waffenstillstands von Moskau vom September 1944 mussten große Teile des finnischen Heeres demobilisiert werden, weswegen Törni im November 1944 im Rang des Kapteeni in die Reserve versetzt wurde. Im Januar 1945 erhielt er in Deutschland bei der SS-Division „Wiking“ im Rang des SS-Hauptsturmführers (entsprach Kapteeni bzw. Hauptmann) als Teil der vom NS-Staat gelenkten finnischen Widerstandsbewegung zusätzliches Training unter anderem für Sabotageakte, die die Organisation im Falle einer sowjetischen Besatzung Finnlands ausführen sollte. Im März 1945 endete das Ausbildungsprogramm aufgrund des zu Ungunsten der Achsenmächte verlaufenden Krieges vorzeitig, gleichzeitig war es aufgrund der sowjetischen Übermacht in Osteuropa und in der Ostsee nicht mehr möglich, eine sichere Reiseroute zurück nach Finnland zu finden. Törni nahm daher unter dem Alias Larry bzw. Lauri Lane in Mecklenburg nahe Schwerin wieder an Kampfhandlungen an der Ostfront teil. Kurz vor Kriegsende ergab er sich britischen Truppen und wurde in ein Kriegsgefangenenlager bei Lübeck transportiert, aus dem ihm im Juni 1945 die Flucht zurück nach Finnland gelang.
Nach seiner Rückkehr nach Finnland im Sommer 1945 beabsichtigte Törni in Helsinki wieder mit seiner Familie zusammenzutreffen, die zwischenzeitlich aus Viipuri aufgrund der sowjetischen Annexion Kareliens evakuiert worden war. Er wurde aber kurz nach seiner Einreise von der finnischen Staatspolizei (Valpo), dem Vorläufer der Suojelupoliisi, verhaftet und aufgrund seiner militärischen Aktivitäten als Teil deutscher Streitkräfte, die während des Lapplandkrieges kurzzeitig Kriegsgegner des finnischen Staates waren, des Hochverrats angeklagt. Ihm gelang kurzzeitig die Flucht aus der Untersuchungshaft, einer erneuten Festnahme konnte er sich aber nicht entziehen. Törni wurde im November 1946 zu sieben Jahren Haft verurteilt. Er trat die Freiheitsstrafe im Januar 1947 in Turku an. Nach seiner Verlegung ins Gefängnis von Riihimäki sowie mehreren gescheiterten Ausbruchsversuchen wurde er schließlich im September 1948 von Staatspräsident Juho Kusti Paasikivi begnadigt.

### Exil in Schweden und Emigration in die Vereinigten Staaten

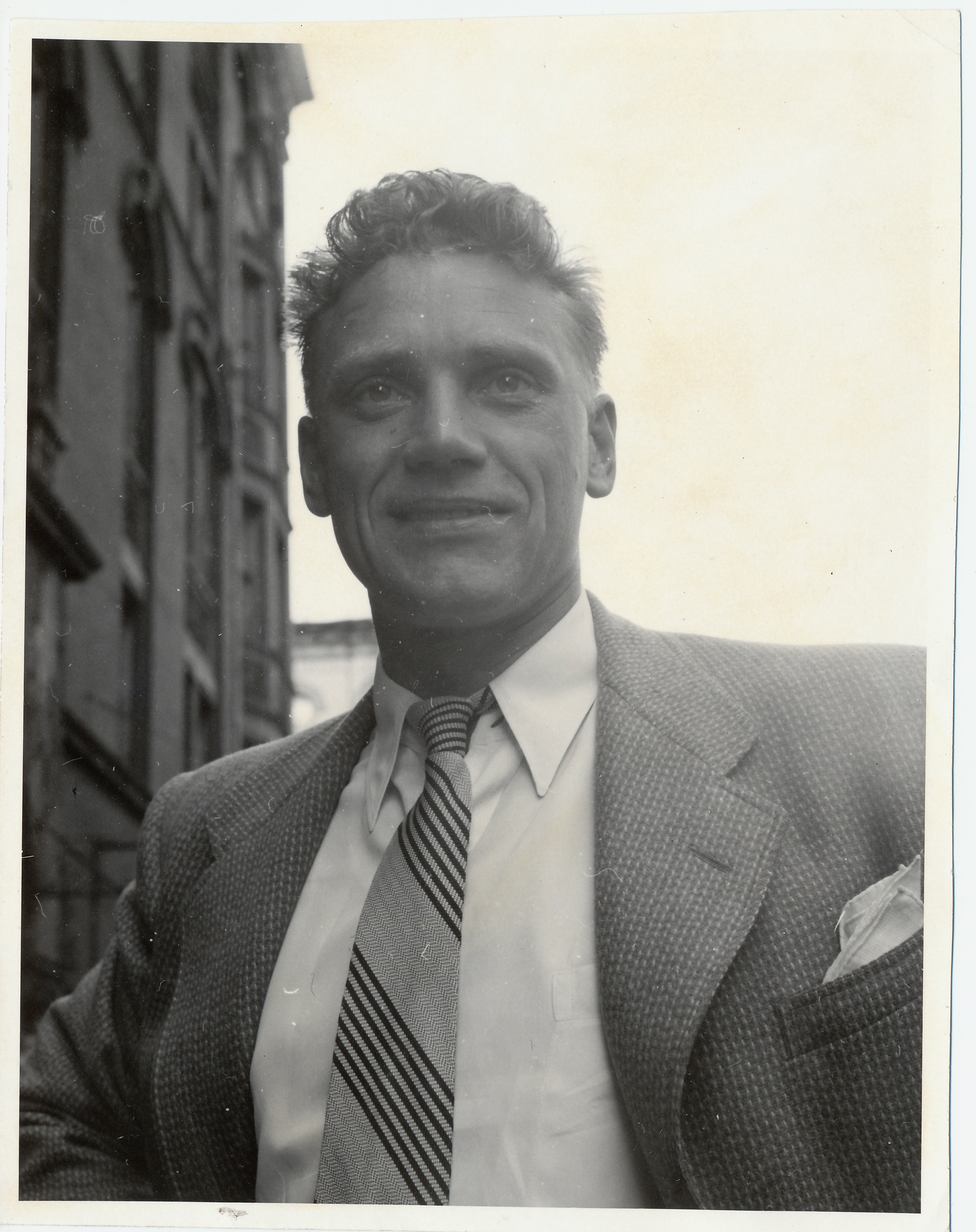
Als Zivilist in New York City, 1951

Im Nachkriegsfinnland keine Zukunft für sich mehr sehend reiste Törni in Begleitung seines ausführenden Offiziers aus den Tagen des Fortsetzungskrieges, Holger Pitkänen, Ende 1949 nach Schweden aus. Vom Grenzübergang Haparanda in Nordfinnland führte sein Weg nach Stockholm, wo er Kontakt zum Adelsgeschlecht der Essen aufnahm, in deren Wirkungskreis viele ehemalige finnische Offiziere, die nach Ende des Zweiten Weltkrieges ihre Heimat verlassen hatten oder verlassen mussten, unterkamen. Pitkänen gelang es aber nicht, unterzutauchen, was in seiner Abschiebung nach Finnland gipfelte. Damit trennten sich die Wege der beiden Offiziere. In Stockholm lernte Törni die Finnlandschwedin Marja Kops kennen und verlobte sich am Neujahrstag 1950 mit ihr, zur Heirat kam es jedoch nie. Im gleichen Jahr wurde Törni offiziell von der Liste der Offiziere der Reserve in Finnland gestrichen. Vor der Eheschließung beabsichtigte Törni eine Existenz aufzubauen und schuf dazu unter dem Alias Eino Mörsky eine Identität als schwedischer Seemann. Er heuerte 1950 auf dem Handelsschiff SS Bolivia nach Caracas, Venezuela, an. Nach der Ankunft ebenda arbeitete er an Bord eines weiteren Schiffes in Richtung Vereinigte Staaten erneut als Seemann.
Während der Durchfahrt des Golf von Mexiko kurz vor der Küste der Stadt Mobile in Alabama sprang Törni von Bord und schwamm an Land. Er schlug sich nach New York City durch und nahm dort mit Status als politischer Flüchtling Kontakt zur finnischen Gemeinschaft in Sunset Park im Stadtbezirk Brooklyn auf. Dort kam er unter und arbeitete als Reinigungskraft und Zimmermann. Sein Aufenthalt in den Vereinigten Staaten blieb auch an höchster Stelle nicht unbemerkt und der ehemalige Leiter des OSS, William J. Donovan, wirkte auf eine offizielle Aufenthaltsgenehmigung für Törni hin, die er 1953 erhielt.

### Eintritt in die US Army und Wirken als Ausbilder

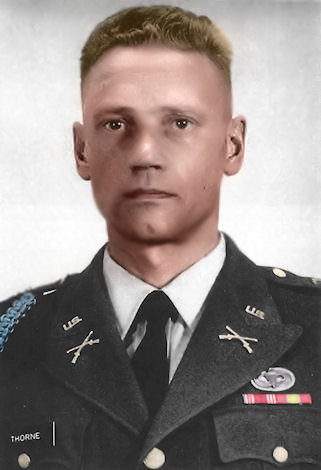
Ausbilder in der US Army, um 1960

Lauri Törni trat am 28. Januar 1954 im Zuge des Lodge Act im niedrigsten Mannschaftsrang (Private) in die US Army ein und nahm den amerikanisierten Namen Larry Alan Thorne an. Er machte sich bei einigen finnischstämmigen Offizieren bekannt, die wie Törni selbst einst über Schweden in die USA emigriert und als „Marttinens Männer“ (engl. Marttinen's Men, finn. Marttisen miehet) bekannt waren. Diese nahmen in Hinblick auf die weitreichende Erfahrung Törnis Einfluss auf dessen schnelle Eingliederung als Ausbilder in die United States Army Special Forces. Dort lehrte er Skifahren, Überlebenskunst, Guerillataktiken und Bergsteigen. Zeitgleich wurde er an der United States Army Airborne School zum Fallschirmjäger ausgebildet und wurde Teil des 1st Special Forces Command (Green Berets). Er erhielt die US-Staatsbürgerschaft und im gleichen Jahr seine Beförderung zunächst zum Corporal und wenige Monate später zum Sergeant. Nach dem erfolgreichen Besuch der Officer Candidate School stieg er am 9. Januar 1957 direkt zum First Lieutenant auf. 1958 kehrte er als Teil der 10th Special Forces Group in Bad Tölz zum ersten Mal seit 1945 nach Deutschland zurück. Am 30. November 1960 wurde er zum Captain befördert. 1962 nahm er an einer Kommandomission im iranischen Zagros-Gebirge teil, in dessen Zuge streng geheimes Material aus einem abgestürzten Flugzeug der US Air Force vernichtet wurde.

### Einsätze im Vietnamkrieg und Tod

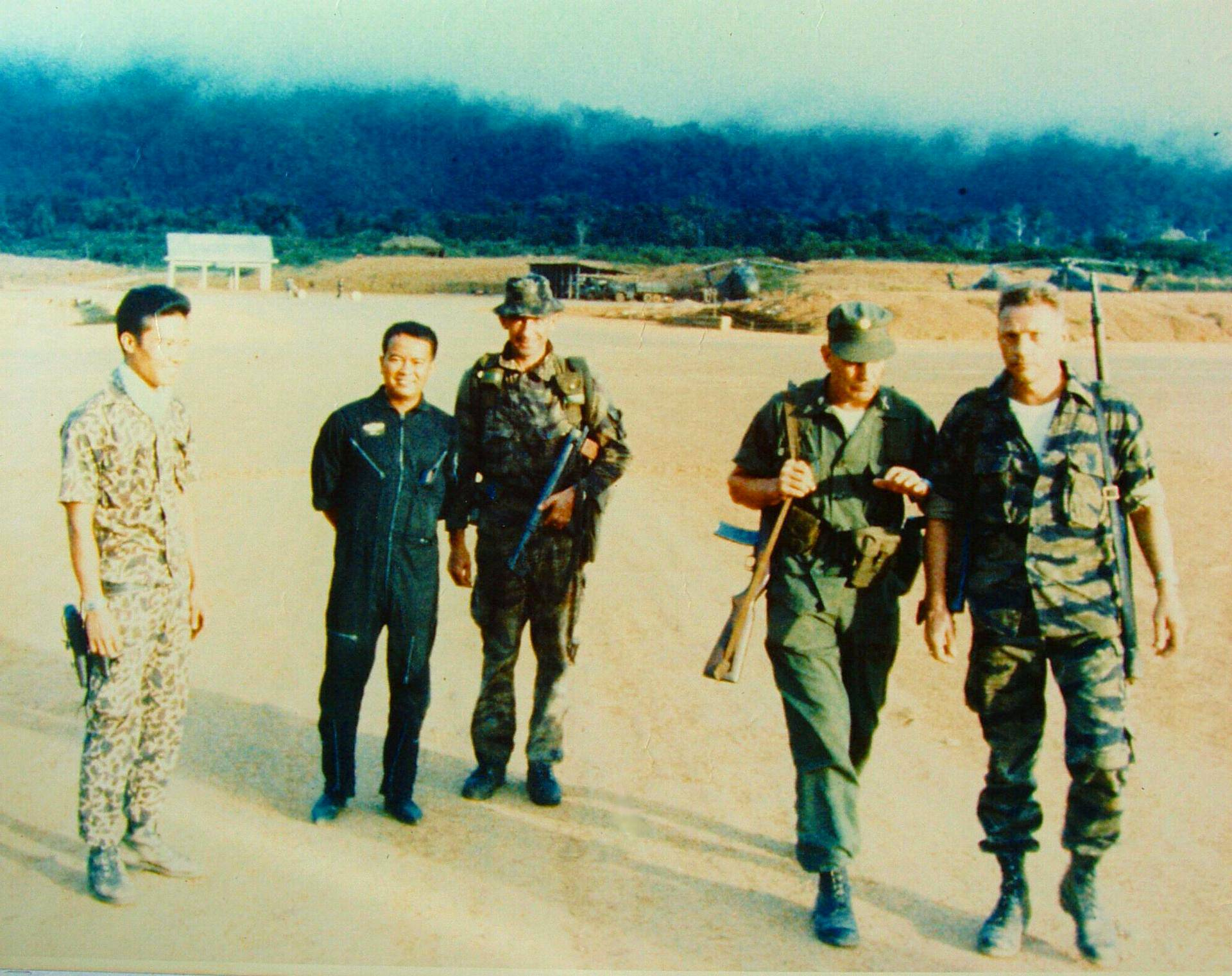
Larry Thorne (1. v.r.) in Südvietnam, 1965

Im November 1963 wurde Törni zur Unterstützung der Armee der Republik Vietnam im Vietnamkrieg nach Südvietnam versetzt. Dort war er Teil des Civilian-Irregular-Defense-Group-Programms der CIA mit dem Ziel, südvietnamesische Kämpfer in die von den Vietcong beherrschten, nordvietnamesischen Territorien einzuschleusen. Bei einem Gefecht in Tịnh Biên wurde Törni mehrfach verwundet und im Anschluss nach seiner Rückkehr in die USA mit zwei Purple Hearts (Verwundetenabzeichen) und mit der Tapferkeitsauszeichnung Bronze Star Medal ausgezeichnet.
Im Februar 1965 meldete er sich nach seiner Genesung freiwillig für einen weiteren Einsatz in Vietnam und nahm zunächst als Teil der 5th Special Forces Group wieder an Kampfhandlungen teil. Später wurde er als Berater für unkonventionelle Kriegsführung in die Spezialeinsatztruppe MACV-SOG berufen. Am 18. Oktober 1965 nahm er als Beobachter an der Operation Shining Brass teil, deren Ziel es war, Umschlagplätze für Kriegsmaterial entlang des Ho-Chi-Minh-Pfades an der Grenze zu Laos durch gezielte Luftschläge auszuschalten. Im Laufe der Mission verschwand der Sikorsky-S-58-Helikopter mit Törni über laotischem Gebiet spurlos. Herbeigerufene Rettungsmannschaften konnten das Wrack des S-58 und seine Besatzung nicht ausmachen, Törni galt entsprechend als vermisst (missing in action) und wurde später für tot erklärt. Da Operationen der US-Streitkräfte in laotischem Luftraum ohne Segen der dortigen Regierung als Kriegserklärung und Eskalationsgrund gesehen werden konnten, wurde der offizielle Todesort nach Đà Nẵng auf vietnamesisches Territorium verlegt. Törni wurde für diese Mission posthum zum Major befördert und mit der Legion of Merit sowie dem Distinguished Flying Cross ausgezeichnet.

## Nachwirkung

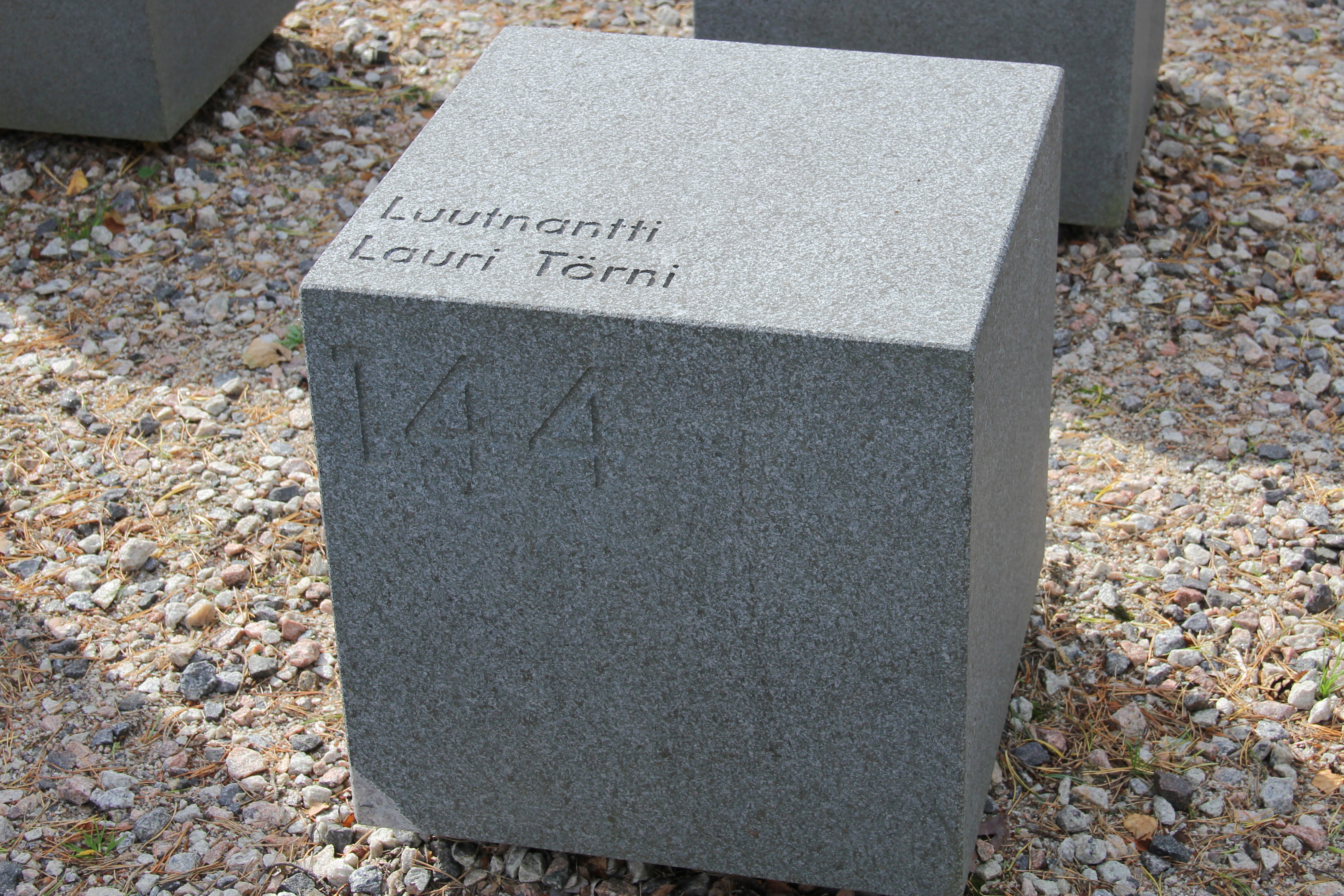
Gedenkstein auf dem Askaisten Ritaripuisto
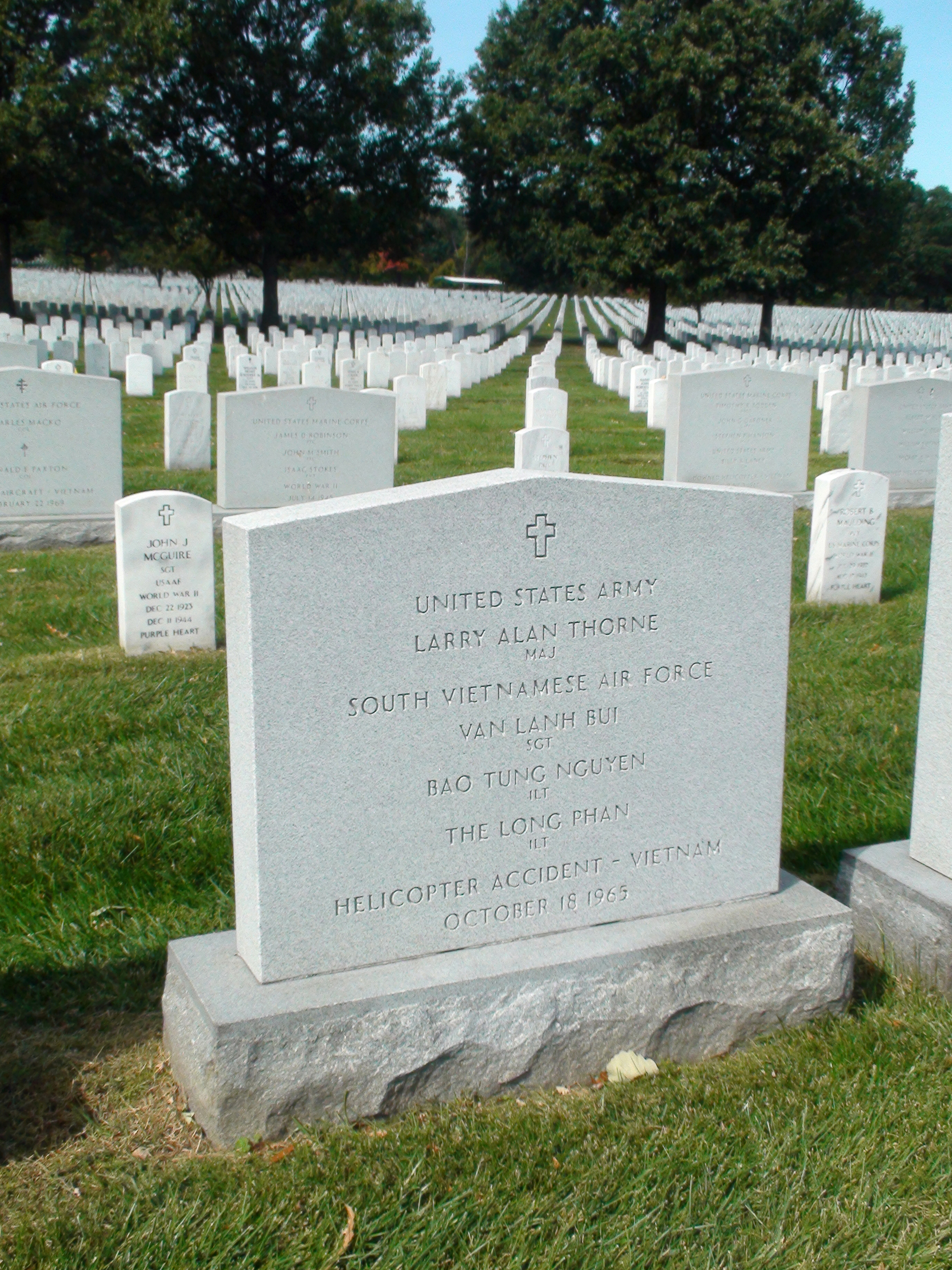
Grabstein auf dem Arlington National Cemetery
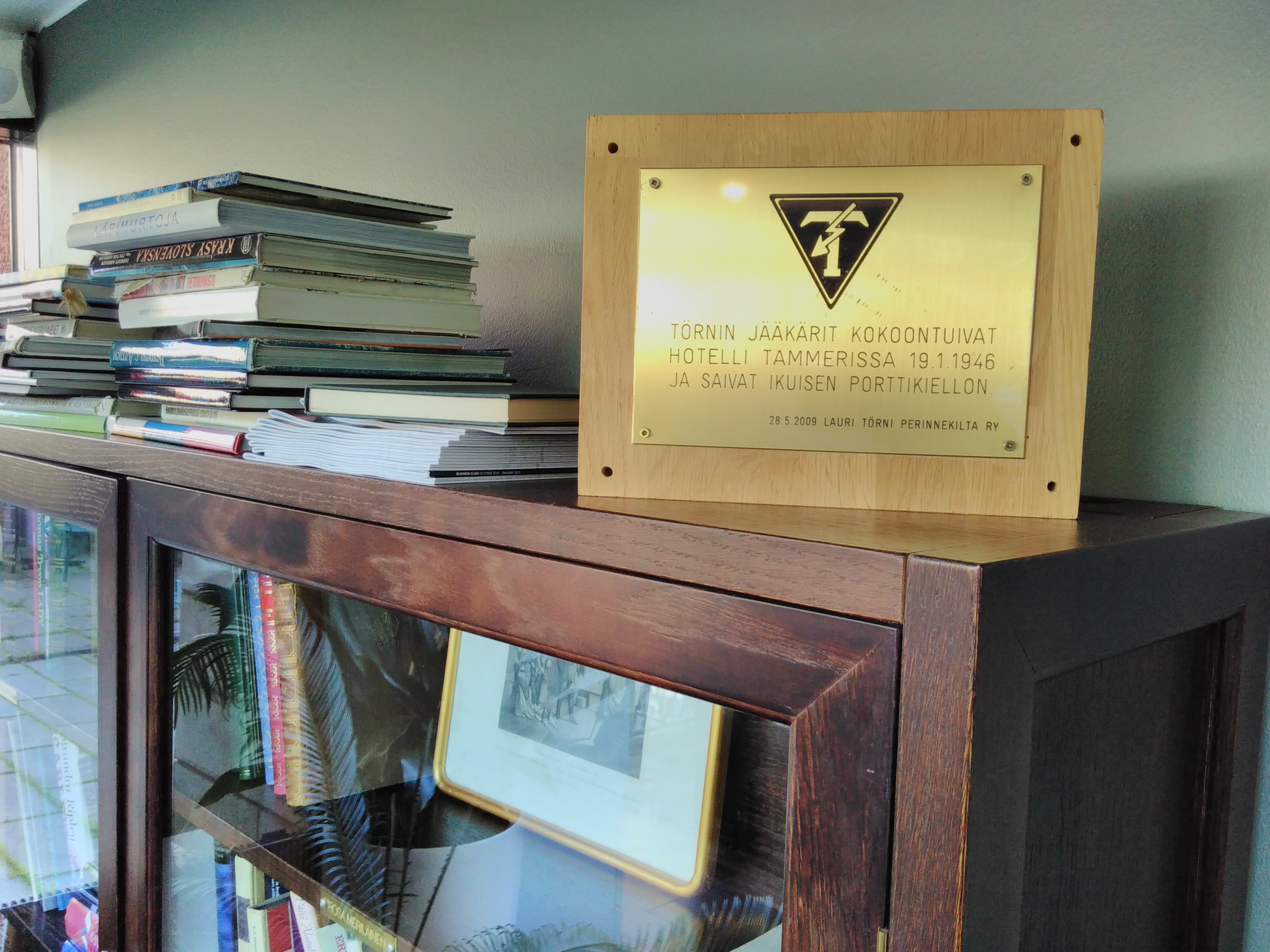
Gedenkplakette im Hotel Tammer in Tampere

### Bergung und Bestattung
In den Wirren des Vietnamkriegs geriet Törnis Schicksal zunächst in Vergessenheit. Erst 1999 gelang es finnischen Forschern in Zusammenarbeit mit Bediensteten der Joint Task Force–Full Accounting des US-Verteidigungsministeriums das Wrack des Helikopters an einem Hang und in dessen Nähe Törnis sterbliche Überreste aufzuspüren. Der Leichnam wurde nach einer Zeremonie am Flughafen Hanoi, an der unter anderem die damalige Außenministerin der Vereinigten Staaten Madeleine Albright und der erste US-amerikanische Botschafter in Vietnam, Pete Peterson, teilnahmen, in die USA überführt. Am 26. Juni 2003 wurde Törni zusammen mit weiteren auf der Mission gefallenen Soldaten auf dem Nationalfriedhof Arlington mit vollen militärischen Ehren bestattet. Zusätzlich wurde sein Name am Vietnam Veterans Memorial verewigt. Er ist das einzige ehemalige Mitglied der Waffen-SS, das auf dem Nationalfriedhof Arlington seine letzte Ruhe fand.

### Ehrung
Robin Moore setzte Törni in seinem Bestseller The Green Berets von 1965 mit der Figur des Sven Kornie, deren Biografie in großen Teilen auf dem Werdegang Lauri Törnis basiert, ein schriftliches Denkmal. Im 2007 eröffneten Ritterpark in Askainen (finn. Askaisten Ritaripuisto), in dem alle Träger des Mannerheim-Kreuzes geehrt werden, befindet sich ein Gedenkstein für Törni (Nr. 144). Zudem wurde 2009 in einem Hotel in Tampere eine Gedenktafel enthüllt, die an ein Ehemaligentreffen von Törnis Einheit im Januar 1946 erinnert. Das Militärmuseum in Helsinki unterhält eine permanente Ausstellung über Törnis Werdegang. 2010 wurde er zum Ehrenmitglied der US Army Special Forces ernannt und 2011 in die Hall of Heroes des United States Special Operations Command aufgenommen.

## Auszeichnungen

### Finnland
- Finnische Freiheitsmedaille 2. Klasse (26. Juli 1940)
- Finnische Freiheitsmedaille 1. Klasse (24. August 1940)
- Finnischer Orden des Freiheitskreuzes 3. Klasse (9. Oktober 1941)
- Finnischer Orden des Freiheitskreuzes 4. Klasse (23. Mai 1942)
- Mannerheim-Kreuz 2. Klasse (9. Juli 1944)

### Deutsches Reich
- Eisernes Kreuz 2. Klasse (11. Dezember 1943)

### Vereinigte Staaten
- Distinguished Flying Cross (posthum)
- Bronze Star Medal
- Purple Heart („with oak leaf cluster“, d. h. zweifach ausgezeichnet)
- Air Medal
- Army Commendation Medal
- Good Conduct Medal
- Vietnam Service Medal
- National Defense Service Medal